# Centwine
Centwine est roi des Saxons de l'Ouest de 676 à 685 ou 686.

## Biographie
D'après les tables généalogiques figurant dans la Chronique anglo-saxonne, Centwine est le fils de Cynegils, le premier roi chrétien des Saxons de l'Ouest, et le frère de Cenwalh. Selon Bède le Vénérable, le royaume des Saxons de l'Ouest connaît une décennie de troubles après la mort de Cenwalh, en 672, durant laquelle plusieurs roitelets se disputent le pouvoir. Centwine pourrait être celui qui met un terme à ces dissensions et réunifie le royaume. Il semble certainement avoir été un guerrier renommé : la Chronique anglo-saxonne indique qu'il « repoussa les Bretons jusqu'à la mer » en 682, et le moine Aldhelm lui attribue trois grandes victoires.
D'après la Vita sancti Wilfrithi, Centwine aurait épouse une sœur de Iurminburg, la deuxième femme du roi Ecgfrith de Northumbrie. C'est pour cette raison qu'il aurait refusé d'accueillir l'évêque Wilfrid durant son exil. Aldhelm le décrit comme un généreux donateur qui enrichit les jeunes églises de son royaume, et il subsiste une charte à son nom au bénéfice de l'abbaye de Glastonbury. Néanmoins, il ne s'est apparemment converti au christianisme qu'à la fin de son règne, lorsqu'il abdique pour se retirer dans un monastère. Cædwalla lui succède sur le trône.
La fille de Centwine, Bugga, est la fondatrice d'un des premiers couvents connus du Wessex.